# اولین ضربه باز هم مرگبار
«اولین ضربه باز هم مرگبار» (به انگلیسی: First Strike Still Deadly) آلبومی از تستمنت است.